# What Time Is It?
Pistes de High School Musical 2
Fabulous
What time is it? (Quelle heure est-il? en anglais) est une chanson issue du téléfilm High School Musical 2 et publiée le 24 septembre 2007 aux États-Unis. Il s'agit de la première chanson du film, interprété par l'ensemble du casting dans le lycée d'East High au début des vacances, avec en solistes Troy Bolton (Zac Efron), Gabriella Montez (Vanessa Hudgens), Sharpay Evans (Ashley Tisdale), et Ryan Evans (Lucas Grabeel).

## Place dans le téléfilm
Dans le lycée d'East High, sur une demande de Jason, Mme Darbus raconte ses souvenirs de jeunesse, quand retentit la sonnerie du lycée, inaugurant les vacances du lycée. Tous les lycéens s'en réjouissent, Troy et Gabriella savoure d'avance un été passé ensemble, tandis que Ryan et Sharpay quitte le lycée entouré d'un foule d'admirateurs.